# Étienne-Barthélémy Garnier
Pour les articles homonymes, voir Garnier.
Étienne-Barthélemy Garnier, né le 24 août 1759 à Paris où il est mort le 16 novembre 1849, est un peintre français
. 

## Biographie
Petit-fils de l'ébéniste François Garnier et fils de l'ébéniste Pierre Garnier, élève de Gabriel-François Doyen et de Joseph-Marie Vien, Étienne-Barthélémy Garnier est reçu deuxième au concours du prix de Rome en 1787, puis premier en 1788 avec le sujet La Mort de Tatius. Il est élu membre de l'Académie des beaux-arts en 1816.

## Œuvres
(par ordre alphabétique des villes recensées)
- Angers, musée, Éponine et Sabinus, 1810, exposé au salon de 1810, puis au Salon de 1814 où il est acquis par Louis XVIII  ;
- Angoulême, musée : La Consternation de Priam et de sa famille après le combat d'Achille et d'Hector, 1800 ;
- Chartres, musée des Beaux-Arts : Entrevue du duc et de la duchesse d'Angoulême, 1826 ;
- Gray (Haute-Saône), musée Baron-Martin : Extrait de Mithridate, 1805, gravure, 12 x 8 cm ;
- Mâcon, musée des Ursulines, La Consternation de la famille de Priam, esquisse peinte ;
- Montauban, musée Ingres-Bourdelle, Hippolyte, après l'aveu de Phèdre sa belle-mère, huile sur toile, 1793, exposé au Salon de Paris la même année[6]. ;
- Nantes, cathédrale Saint-Pierre-et-Saint-Paul, La Vierge, mère de douleur (Descente de croix)[7] ;
- Paris, musée du Louvre, Hercule obtenant de Diane la biche aux cornes d'or, tympan de la voûte de la salle de Diane (salle 347), 1799 ;
- Quimper, musée des Beaux-Arts, dessin préparatoire pour La Consternation de Priam et de sa famille après le combat d'Achille et d'Hector ;
- Troyes, musée des Beaux-Arts de d'Archéologie, 1791 Saint Jérôme dans sa retraite, Ajax naufragé ;
- Versailles, Château de Versailles :
  - Entrée de Napoléon et de Marie-Louise dans le jardin des Tuileries , 2 avril 1810[8] ;
  - Henri IV faisant construire les galeries du Louvre[9] ;
  - Portrait du duc d'Orléans (1770).

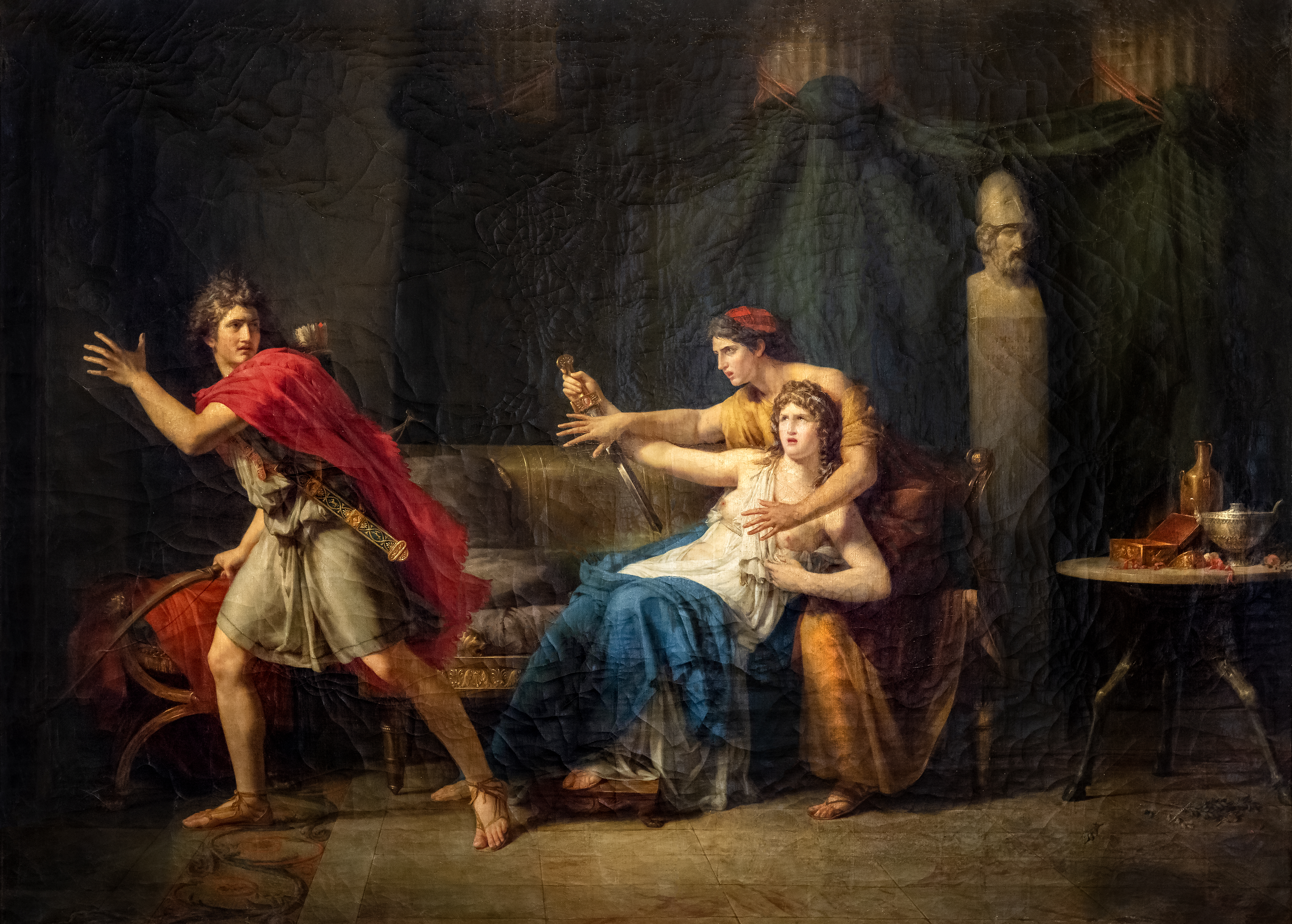
Hippolyte, après l'aveu de Phèdre, sa belle-mère, 1793, musée Ingres-Bourdelle.
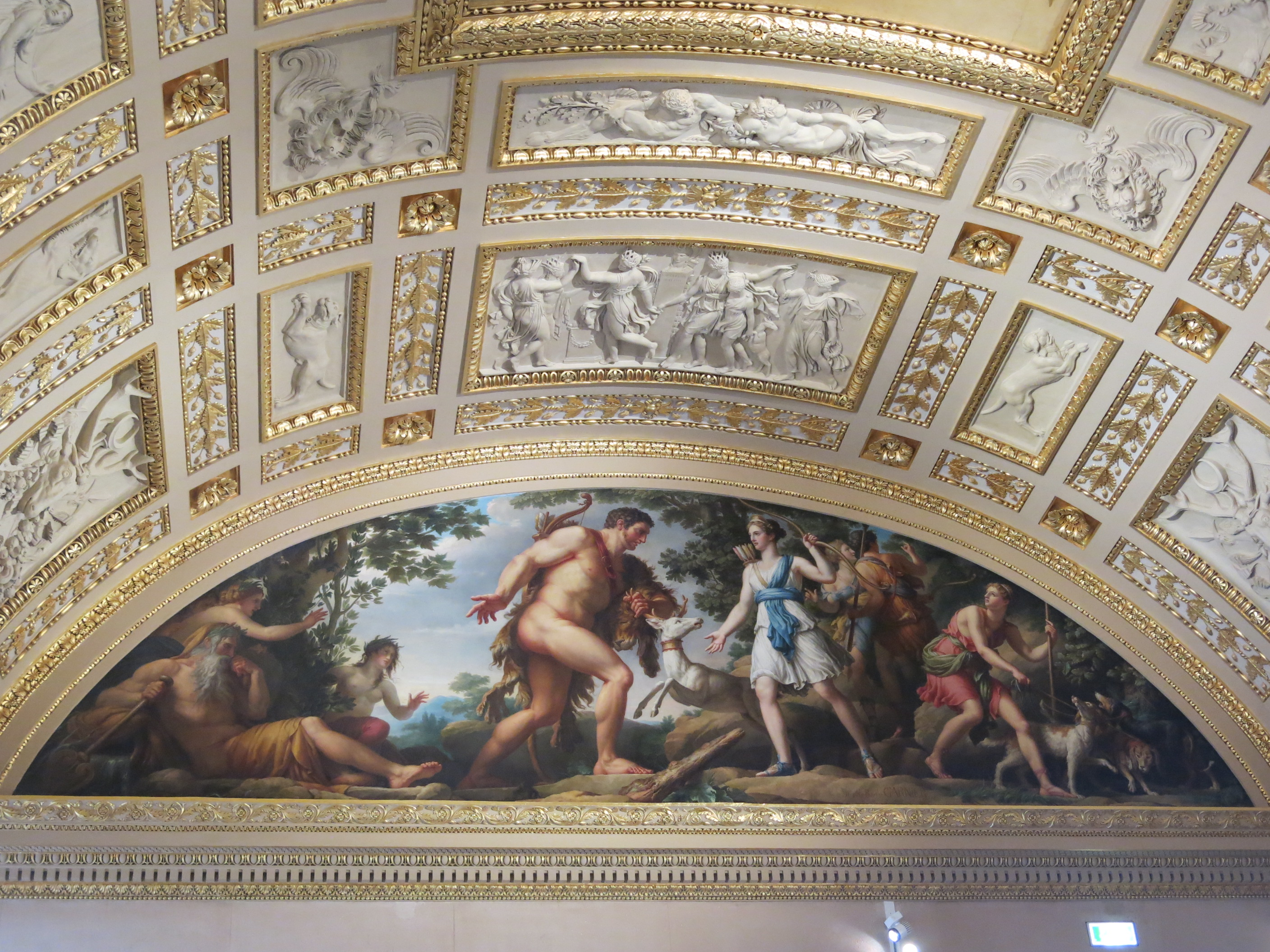
Hercule obtenant de Diane la biche aux cornes d'or, 1799, musée du Louvre.
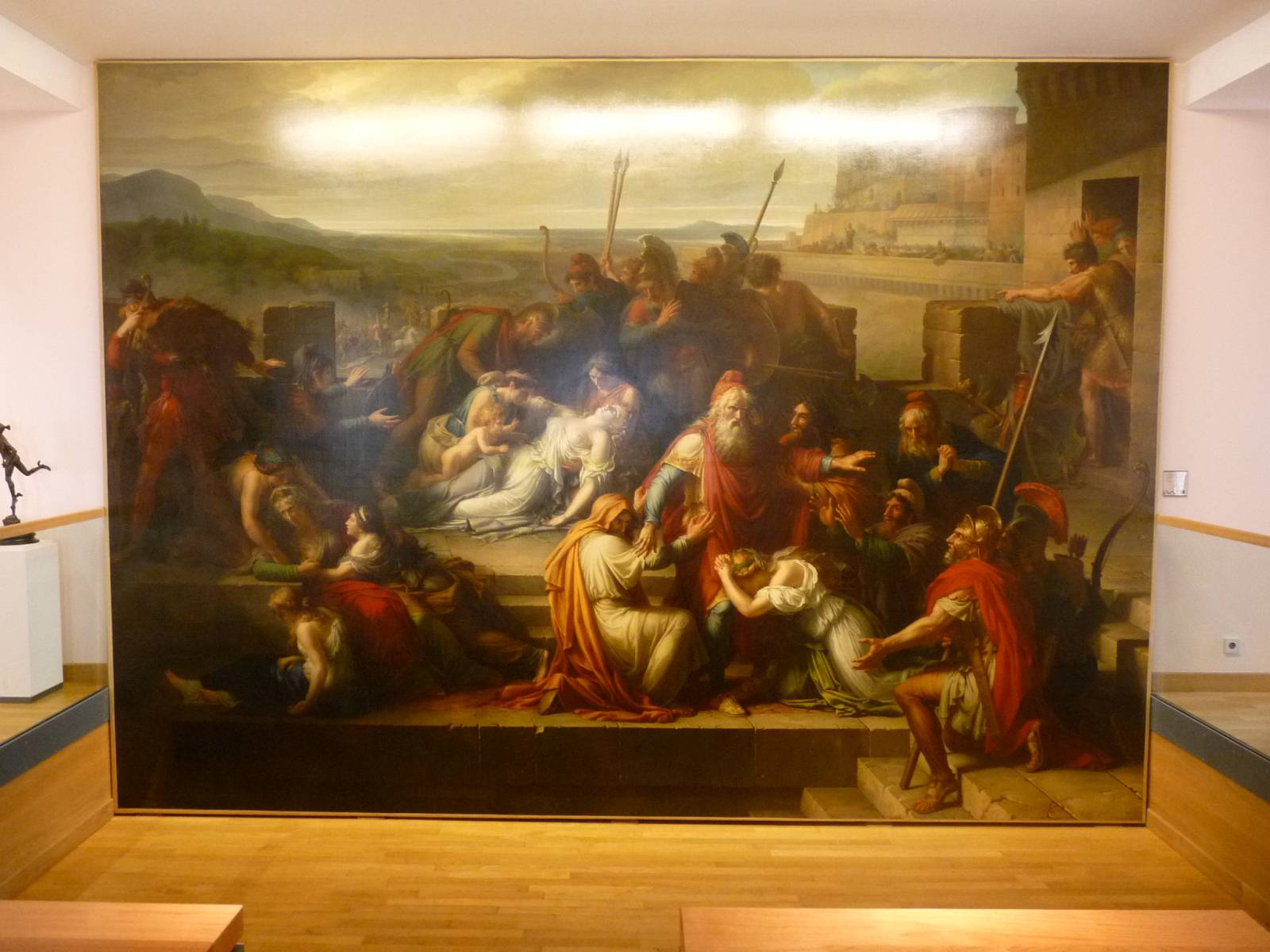
La Consternation de Priam et de sa famille, 1800, musée d'Angoulême.
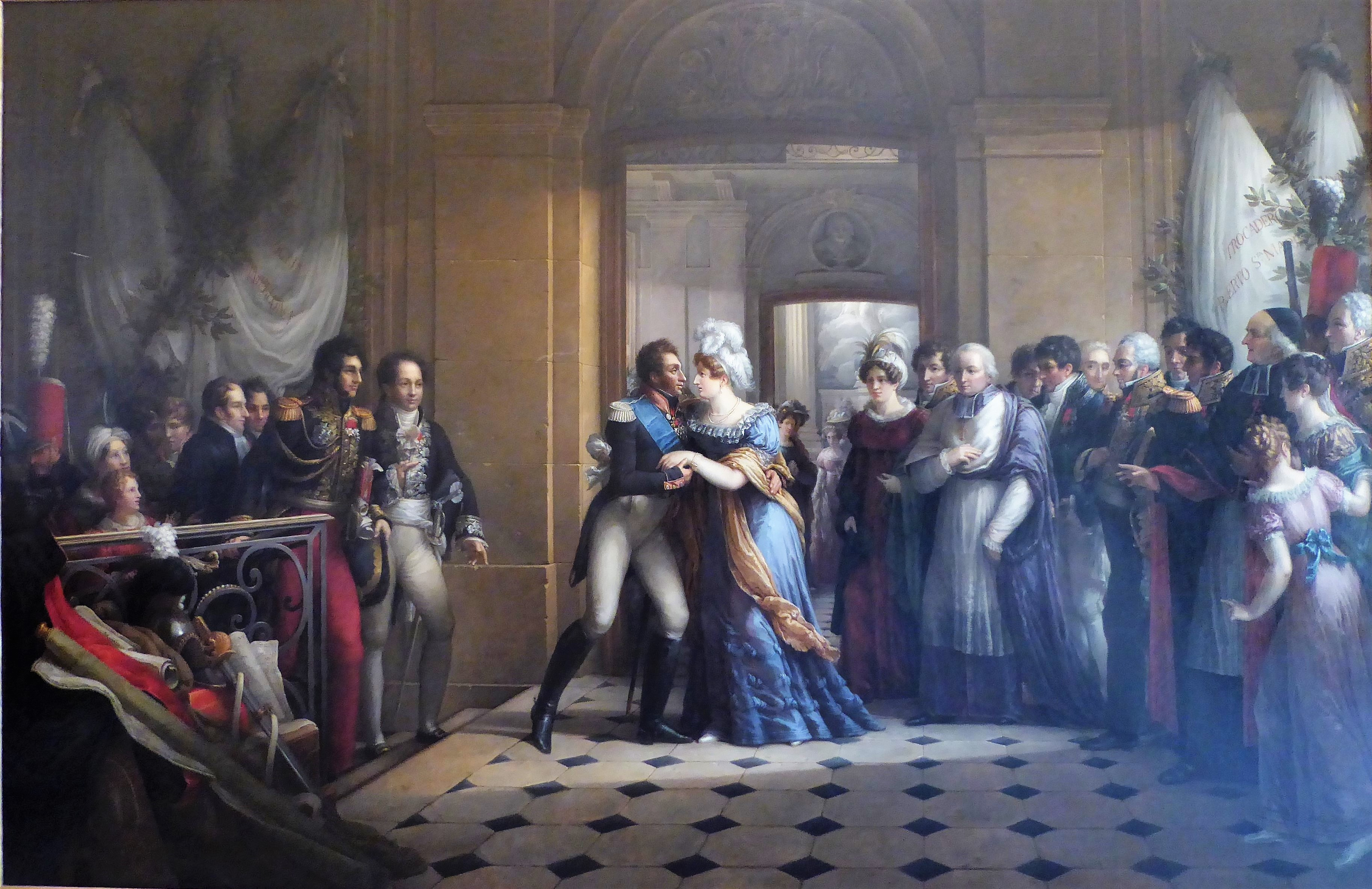
Entrevue du duc et de la duchesse d'Angoulême, 1826, musée des Beaux-Arts de Chartres.

## Distinction
- Chevalier de la Légion d'honneur en 1828[10].